# Michał Gawliński
Michał Gawliński (ur. 29 września 1981 w Środzie Śląskiej) – polski artysta kabaretowy, od 2001 członek zespołu kabaretu „Neo-Nówka”. Absolwent fizyki.

## Życiorys
Uczył się w XII Liceum Ogólnokształcącym im. Bolesława Chrobrego we Wrocławiu. Pracował jako nauczyciel w szkołach podstawowych; uczył matematyki w Zespole Szkolno-Przedszkolnym w Pisarzowicach, muzyki i plastyki w Szkole Podstawowej im. Jana Pawła II w Lutyni oraz fizyki w Zespole Szkolno-Przedszkolnym w Miękini. Zakończył karierę pedagogiczną niedługo po sukcesie Moherowego programu kabaretu Neo-Nówka, którego jest członkiem od 2001.
Od czasu odejścia Michała Paszczyka z grupy, tworzy w duecie z Romanem Żurkiem  tzw. filar kabaretu. Jego znanymi wcieleniami są: Luśka Paciaciakowa, pracownica urzędu, anioł.

## Życie prywatne
Ma żonę i dwie córki.